# Graptemys pseudogeographica
Espèce
Synonymes
- Emys pseudogeographica Gray, 1831
- Malacoclemmys kohnii Baur, 1890

Statut de conservation UICN

 LC  : Préoccupation mineure
Statut CITES
Graptemys pseudogeographica est une espèce de tortue de la famille des Emydidae.

## Répartition
Cette espèce est endémique des États-Unis. Elle se rencontre au Minnesota, au Wisconsin, en Indiana, en Ohio, en Iowa, en Illinois, au Missouri, au Kansas, au Nebraska, au Dakota du Nord, au Dakota du Sud, en Oklahoma, au Texas, en Louisiane, en Arkansas, au Mississippi, au Tennessee, au Kentucky et en Virginie.

## Liste des sous-espèces
Selon TFTSG (27 mai 2011) :

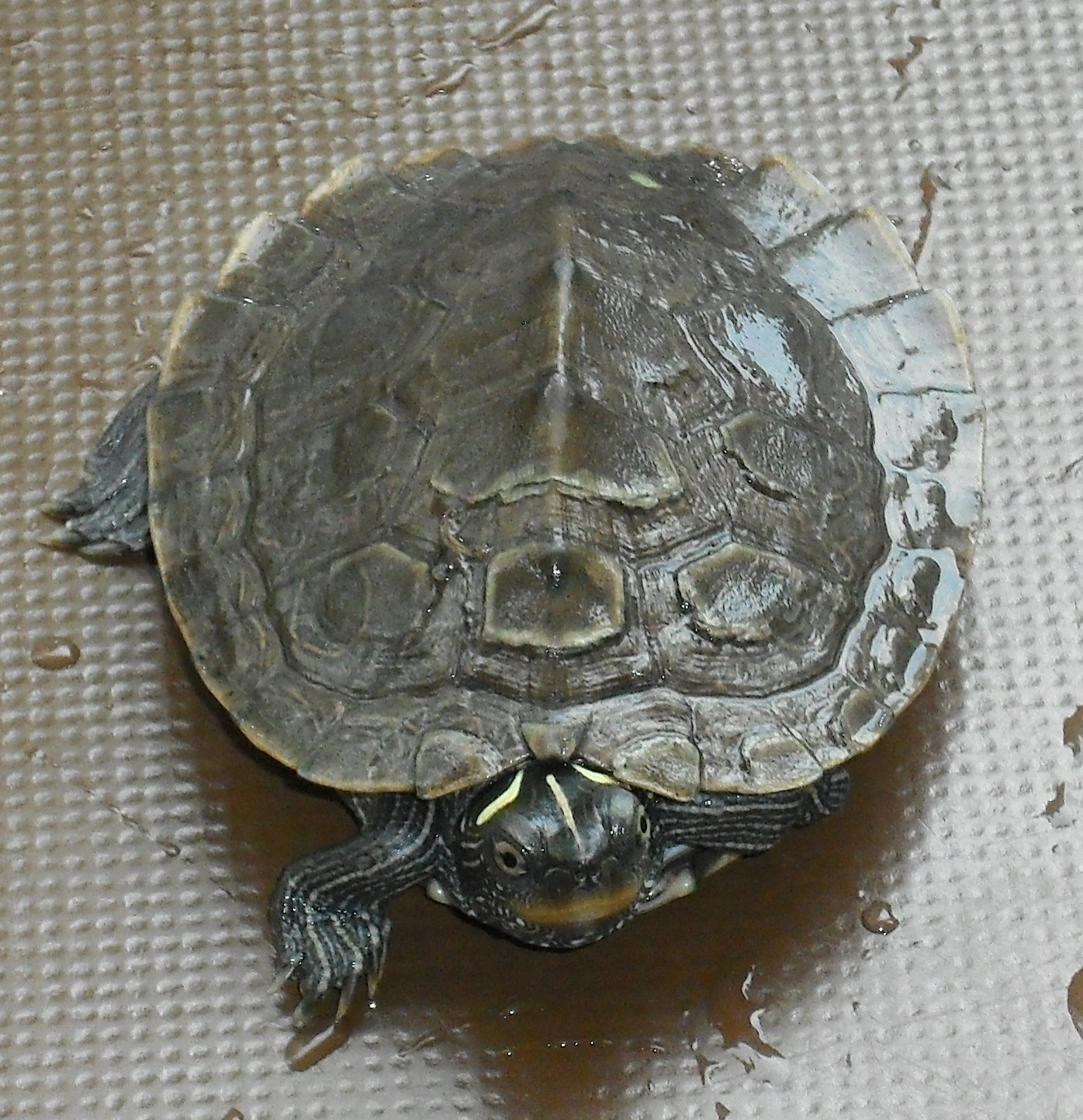
Graptemys pseudogeographica

- Graptemys pseudogeographica kohnii (Baur, 1890)
- Graptemys pseudogeographica pseudogeographica (Gray, 1831)

## Taxinomie
La sous-espèce Graptemys pseudogeographica kohnii (Baur, 1890) a été élevée au statut d'espèce avant d'être de nouveau rattaché à cette espèce par Vogt, 1993.

## Publications originales
- Baur, 1890 : Two new species of tortoises from the South. Science, ser. 1, vol. 16, p. 262-263.
- Gray, 1831 : Synopsis Reptilium or short descriptions of the species of reptiles. Part I: Cataphracta, tortoises, crocodiles, and enaliosaurians. Treuttel, Wurz & Co., London, p. 1-85 (texte intégral).